# Нова-Варош

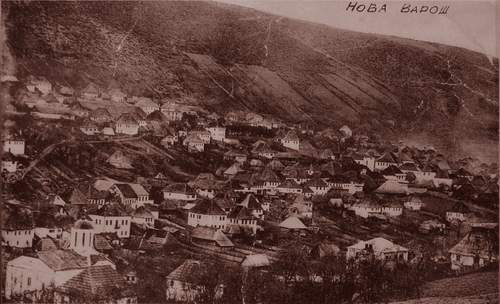
Нова Варош у 1930-х роках

Нова Варош (серб. кир.: Нова Варош , pronounced [nɔ̂v̞aː v̞ǎːrɔʃ]) — місто та муніципалітет в окрузі Златибор на південному заході Сербії. Населення муніципалітету Нова-Варош становить 16 638 осіб, а саме місто Нова-Варош має населення 8 795 жителів.

## Історія
Нова Варош була заснована в середині 16 століття. Його пов'язують з ім'ям Скендер-паші Генуезького. Коли Скендер-паша, подорожуючи з Боснії до столиці Османської імперії Константинополя (1530 р.), зупинився зі своєю свитою на плато під горою Златар і був у захваті від краси цієї лісистої місцевості та п’янкого запаху сосни, він наказав заснувати місто. будувати там. Незабаром на місці сучасної Нової Вароші виникли поселення. Називалася вона Скендер-пашина паланка (Паланка Скендер-паші ). Коли воно зросло майже до 2000 будинків, «спалахнула пожежа і спалила палац дотла» (Евлія Челебі). Більшість жителів залишилися там і побудували нове місто, яке назвали Нова Касаба, що сербською мовою означає Нова Варош.

## Географія
Нова Варош знаходиться на південному заході Сербії, головна дорога, яка з'єднує північ країни з узбережжям Чорногорії. Він розташований на висоті 1000 метрів над рівнем моря, нижче північних схилів гори Златар. Нова Варош знаходиться в Динарському гірському масиві. На північ від міста знаходиться гора Муртеніца, а на південь гора Златар.

## Клімат
Нова-Варош має океанічний клімат (класифікація клімату Кеппена: Cfb).
| Клімат Нова-Варош         | Клімат Нова-Варош | Клімат Нова-Варош | Клімат Нова-Варош | Клімат Нова-Варош | Клімат Нова-Варош | Клімат Нова-Варош | Клімат Нова-Варош | Клімат Нова-Варош | Клімат Нова-Варош | Клімат Нова-Варош | Клімат Нова-Варош | Клімат Нова-Варош | Клімат Нова-Варош |
| Показник                  | Січ.              | Лют.              | Бер.              | Квіт.             | Трав.             | Черв.             | Лип.              | Серп.             | Вер.              | Жовт.             | Лист.             | Груд.             |                   |
| Середній максимум, °C     | 0,7               | 3,4               | 8,1               | 11,6              | 16,4              | 19,8              | 22,1              | 22,4              | 19,0              | 14,0              | 6,8               | 2,2               |                   |
| Середня температура, °C   | −2,6              | −0,4              | 3,7               | 6,9               | 11,5              | 14,8              | 16,8              | 17,0              | 13,7              | 9,4               | 3,4               | −0,7              |                   |
| Середній мінімум, °C      | −5,8              | −4,2              | −0,6              | 2,3               | 6,7               | 9,9               | 11,6              | 11,6              | 8,5               | 4,9               | 0,0               | −3,6              |                   |
| Норма опадів, мм          | 75                | 66                | 68                | 80                | 104               | 98                | 87                | 76                | 83                | 86                | 97                | 84                |                   |
| ------------------------- | ----------------- | ----------------- | ----------------- | ----------------- | ----------------- | ----------------- | ----------------- | ----------------- | ----------------- | ----------------- | ----------------- | ----------------- | ----------------- |
| Джерело: Climate-Data.org |                   |                   |                   |                   |                   |                   |                   |                   |                   |                   |                   |                   |                   |

## Демографія
У 2002 році населення муніципалітету складалося з: сербів (18 001) (90,09%), боснійців (1028) (5,15%), етнічних мусульман (502) (2,51%) та інших. Більшість із тих, хто під час перепису 1991 року назвав себе мусульманами за етнічною приналежністю, під час наступного перепису 2002 року заявили про себе як боснійців, тоді як менша кількість із них все ще заявляє себе як мусульмани за етнічною приналежністю.

## Економіка
У наступній таблиці наведено попередній огляд загальної кількості зареєстрованих працівників юридичних осіб за основними видами діяльності (станом на 2018 рік): 
| діяльність                                                                  | Всього |
| --------------------------------------------------------------------------- | ------ |
| Сільське, лісове та рибне господарство                                      | 61     |
| Добування корисних копалин                                                  | 13     |
| Виробництво                                                                 | 817    |
| Постачання електроенергії, газу, пари та кондиціонування повітря            | 110    |
| Постачання води; каналізація, поводження з відходами та рекультивація       | 66     |
| Будівництво                                                                 | 75     |
| Оптова та роздрібна торгівля, ремонт автотранспортних засобів та мотоциклів | 356    |
| Транспортування та зберігання                                               | 253    |
| Послуги проживання та харчування                                            | 188    |
| Інформація та зв'язок                                                       | 27     |
| Фінансова та страхова діяльність                                            | 31     |
| Операції з нерухомістю                                                      | -      |
| Професійна, наукова і технічна діяльність                                   | 59     |
| Адміністративно-допоміжна діяльність                                        | 17     |
| Державне управління та оборона; обов'язкове соціальне страхування           | 288    |
| Освіта                                                                      | 220    |
| Охорона здоров'я людини та соціальна робота                                 | 190    |
| Мистецтво, розваги та відпочинок                                            | 54     |
| Інші види послуг                                                            | 35     |
| Індивідуальні працівники сільського господарства                            | 151    |
| Всього                                                                      | 3,010  |